# レギュラーメンバー
レギュラーメンバー（欧字名:Regular Member、1997年6月16日 - 2017年7月11日）は、日本の競走馬、種牡馬。
2000年のダービーグランプリ（GI）、2001年の川崎記念（GI）、JBCクラシック（GI）優勝馬である。主戦騎手は現調教師の松永幹夫。
祖母にロジータ、叔父にイブキガバメント、カネツフルーヴ（同い年）らがいる。

## 競走馬時代
競走馬としてのデビューは3歳を迎えた2000年2月5日の京都競馬場での新馬戦（ダート1800メートル）で、単勝2.7倍の1番人気に支持されると、後の主戦騎手となる松永幹夫鞍上のもと、2着以下に大差を付けて初勝利を飾った。その勢いで同月26日に行われた芝の重賞・アーリントンカップに挑戦するが、5番人気の支持を受けながらも最下位に沈み、また続く自己条件のゆきやなぎ賞（500万下）でも9着に終わった。
しかし、再びデビュー戦以来のダート戦となった沈丁花賞（500万下）では断然の1番人気支持に応えて快勝し、続く端午ステークスでもやはり1番人気支持のもとで連勝を飾った。以後、レギュラーメンバーはダート路線を進んでいくことになるが、翌戦の昇竜ステークスでは5着、初のダート重賞戦となった名古屋優駿ではアグネスデジタルやミツアキサイレンスらを抑えての1番人気に支持されるが6着に敗れている。
その後休養を挟み、秋の初戦に迎えたユニコーンステークスでも再びアグネスデジタルと対戦し、5着に敗れている。続くエニフステークスでも2着に敗れたが、11月3日に迎えたダービーグランプリではマイネルブライアンやマイネルコンバット、ウインマーベラス、ミツアキサイレンスらを相手にしながら逃げる戦術をとり、最終的には2着に大差をつけてゴールする圧勝でGI競走初勝利を挙げた。
続くジャパンカップダートではウイングアローの10着と大敗、年末の東京大賞典ではファストフレンドに1馬身半差の2着に敗れるが、翌年初戦に迎えた川崎記念ではそのファストフレンドを半馬身抑えて優勝、GI2勝目を挙げた。3月、レギュラーメンバーはトゥザヴィクトリーとともにドバイワールドカップに日本代表として参戦した。本番ではそのトゥザヴィクトリーが勝ち馬キャプテンスティーヴからハナ差の2着に喰い込んで話題になった一方で、レギュラーメンバーは12頭立ての9着と見せ場なく終わった。
帰国後の初戦は7月のマリーンステークスで3着、続くブリーダーズゴールドカップも3着であったが、10月31日に迎えた第1回のJBCクラシックでは3歳時以来の1番人気に推され、ノボトゥルーやハギノハイグレイドなどを相手にしながらも、最後にはマキバスナイパーの追撃をクビ差逃げ切って優勝を果たした。しかし翌戦のジャパンカップダートではクロフネの圧勝から遠く14着と惨敗を喫し、以後休養に入った。
休養は長引き、レギュラーメンバーが再び競走に復帰したのは約1年2ヶ月後の2003年1月であった。しかし復帰戦の平安ステークスでは7着、続くフェブラリーステークスではブービー15着、その後も2桁着順が続くなど不振を極めた。そして大沼ステークスで8着に敗れたのを最後に、6月26日付けで競走馬登録を抹消され、引退することとなった。

## 競走成績
以下の内容は、netkeiba.comに基づく。
| 競走日     | 競馬場         | 競走名             | 格      | 距離 （馬場） | 頭 数 | 枠 番 | 馬 番 | オッズ （人気） | 着順 | タイム （上り3F） | 着差 | 騎手      | 斤量 [kg] | 1着馬（2着馬）         | 馬体重 [kg] |
| ---------- | -------------- | ------------------ | ------- | ------------- | ----- | ----- | ----- | --------------- | ---- | ----------------- | ---- | --------- | --------- | ---------------------- | ----------- |
| 2000.02.05 | 京都           | 4歳新馬            |         | ダ1800m（良） | 8     | 5     | 5     | 002.70（1人）   | 01着 | R1:54.3（37.6）   | -2.9 | 0松永幹夫 | 55        | （ラジョーネ）         | 526         |
| 0000.02.26 | 阪神           | アーリントンC      | GIII    | 芝1600m（良） | 12    | 7     | 10    | 014.10（5人）   | 12着 | R1:37.4（36.4）   | -1.7 | 0松永幹夫 | 55        | エイシンプレストン     | 526         |
| 0000.03.11 | 阪神           | ゆきやなぎ賞       | 500万下 | 芝2000m（良） | 14    | 3     | 3     | 006.40（3人）   | 09着 | R2:02.9（37.7）   | -1.3 | 0松永幹夫 | 55        | タニノソルクバーノ     | 522         |
| 0000.03.26 | 中京           | 沈丁花賞           | 500万下 | ダ1700m（良） | 16    | 4     | 7     | 001.90（1人）   | 01着 | R1:47.7（39.6）   | -1.1 | 0吉田豊   | 55        | （タウンズマン）       | 524         |
| 0000.04.30 | 京都           | 端午S              | OP      | ダ1800m（良） | 14    | 4     | 6     | 001.90（1人）   | 01着 | R1:51.8（37.4）   | -0.5 | 0松永幹夫 | 55        | （メイデンマサムネ）   | 526         |
| 0000.05.21 | 中京           | 昇竜S              | OP      | ダ1700m（良） | 16    | 8     | 16    | 001.90（1人）   | 05着 | R1:46.9（39.3）   | -1.8 | 0福永祐一 | 55        | マイマスターピース     | 520         |
| 0000.06.14 | 名古屋         | 名古屋優駿         | GIII    | ダ1900m（重） | 12    | 5     | 6     | 00 - 00（1人）  | 06着 | R2:02.1           | -2.3 | 0松永幹夫 | 55        | アグネスデジタル       | 522         |
| 0000.09.30 | 中山           | ユニコーンS        | GIII    | ダ1800m（良） | 16    | 6     | 12    | 010.60（5人）   | 05着 | R1:51.8（38.5）   | -1.1 | 0松永幹夫 | 56        | アグネスデジタル       | 522         |
| 0000.10.14 | 京都           | エニフS            | OP      | ダ1800m（良） | 11    | 2     | 2     | 002.30（1人）   | 02着 | R1:49.9（36.9）   | -0.5 | 0松永幹夫 | 54        | エイキューガッツ       | 524         |
| 0000.11.03 | 盛岡           | ダービーグランプリ | GI      | ダ2000m（稍） | 14    | 8     | 14    | 005.50（4人）   | 01着 | R2:05.0           | -2.1 | 0松永幹夫 | 56        | （ミツアキサイレンス） | 523         |
| 0000.11.25 | 東京           | ジャパンCダート    | GI      | ダ2100m（良） | 15    | 7     | 13    | 023.10（8人）   | 10着 | R2:09.7（41.0）   | -2.5 | 0松永幹夫 | 55        | ウイングアロー         | 522         |
| 0000.12.29 | 大井           | 東京大賞典         | GI      | ダ2000m（良） | 16    | 4     | 8     | 00 - 00（2人）  | 02着 | R2:05.2（38.5）   | -0.3 | 0松永幹夫 | 55        | ファストフレンド       | 521         |
| 2001.01.26 | 川崎           | 川崎記念           | GI      | ダ2100m（不） | 11    | 8     | 10    | 002.50（2人）   | 01着 | R2:12.9（38.5）   | -0.3 | 0松永幹夫 | 55        | （ファストフレンド）   | 520         |
| 0000.03.24 | ナド・アルシバ | ドバイワールドC    | GI      | ダ2000m（良） | 10    | -     | 10    | 00 - 00（-人）  | 09着 | R2:02.8           | -    | 0松永幹夫 | 55        | Captain Steve          | 計不        |
| 0000.07.28 | 函館           | マリーンS          | OP      | ダ1700m（良） | 11    | 4     | 4     | 004.70（2人）   | 03着 | R1:44.8（38.5）   | -0.8 | 0松永幹夫 | 59        | エンゲルグレーセ       | 522         |
| 0000.08.16 | 旭川           | ブリーダーズGC     | GII     | ダ2300m（良） | 10    | 3     | 3     | 00 - 00（2人）  | 03着 | R2:30.3           | -0.8 | 0松永幹夫 | 58        | ウイングアロー         | 516         |
| 0000.10.31 | 大井           | JBCクラシック      | GI      | ダ2000m（稍） | 15    | 3     | 4     | 002.20（1人）   | 01着 | R2:05.2（37.5）   | -0.0 | 0松永幹夫 | 57        | （マキバスナイパー）   | 527         |
| 0000.11.24 | 東京           | ジャパンCダート    | GI      | ダ2100m（良） | 16    | 8     | 15    | 027.40（6人）   | 14着 | R2:11.1（39.1）   | -5.2 | 0松永幹夫 | 57        | クロフネ               | 526         |
| 2003.01.26 | 京都           | 平安S              | GIII    | ダ1800m（重） | 15    | 7     | 14    | 036.10（7人）   | 07着 | R1:51.1（38.5）   | -1.4 | 0松永幹夫 | 59        | スマートボーイ         | 542         |
| 0000.02.23 | 中山           | フェブラリーS      | GI      | ダ1800m（稍） | 16    | 6     | 11    | 023.00（9人）   | 15着 | R1:55.4（41.5）   | -4.5 | 0松永幹夫 | 57        | ゴールドアリュール     | 526         |
| 0000.03.30 | 中山           | マーチS            | GIII    | ダ1800m（良） | 16    | 2     | 3     | 022.7（11人）   | 16着 | R1:57.3（43.7）   | -5.3 | 0横山典弘 | 59.5      | スマートボーイ         | 530         |
| 0000.04.19 | 阪神           | マイラーズC        | GII     | 芝1600m（良） | 13    | 1     | 1     | 248.0（13人）   | 11着 | R1:34.3（38.4）   | -2.4 | 0石橋守   | 58        | ローエングリン         | 532         |
| 0000.06.12 | 札幌           | 北海道スプリントC  | GIII    | ダ1000m（良） | 11    | 2     | 2     | 00 - 00（3人）  | 06着 | R1:01.4           | -2.7 | 0松永幹夫 | 59        | サウスヴィグラス       | 532         |
| 0000.06.22 | 函館           | 大沼S              | OP      | ダ1700m（良） | 8     | 4     | 4     | 007.20（3人）   | 08着 | R1:50.4（44.4）   | -6.4 | 0松永幹夫 | 59        | ブリリアントロード     | 522         |

## 種牡馬時代
引退翌年の2004年春から優駿スタリオンステーションで種牡馬となり、49頭に種付けを行った。後の2008年12月16日に青森県の山内牧場に移動した。
2005年に誕生したファーストクロップのうち、32頭が血統登録された。2007年7月16日に福山競馬場でバクシンスターが勝利し、これが産駒の地方競馬・中央競馬通じての初勝利となった。また、10月24日には名古屋競馬場で行われたゴールドウイング賞を産駒のイーストミーが制し、初年度産駒にして地方・中央通じての重賞初勝利を挙げている。
腰を痛めたことが原因で、2012年限りで種牡馬を引退した。その後は功労馬繋養展示事業の助成を受けて、2017年7月に死亡するまで青森県の山内牧場で余生を過ごした。

### 主な産駒
- 2005年生
  - イーストミー（2007年ゴールドウイング賞、2008年サラ・クイーンカップ）[6]
- 2006年生
  - ダイナマイトボディ（2008年ゴールドウィング賞、2009年新春ペガサスカップ、東海クイーンカップ、東海ダービー、兵庫クイーンカップ）[7]
  - ブラックポイント（2009年ゴールドジュニア）[8]
  - サイレントスタメン（2009年東京ダービー、クラウンカップ）[9]
  - ホウライエイブル（2012年梅見月杯）[10]
- 2007年生
  - フレーザーハクユウ（2009年九州ジュニアグランプリ、2010年荒炎賞）[11]
- 2008年生
  - ウルトラカイザー（2010年九州ジュニアチャンピオン、2011年中島記念、2014年瑞穂賞、道営記念、2015年コスモバルク記念、赤レンガ記念、2016年コスモバルク記念、2017年六角川賞、高千穂峰賞、九千部山賞、2018年雷山賞、吉野ヶ里記念、佐賀オータムスプリント、中島記念）[12]
- 2011年生
  - テッド（2014年夏至賞）[13]

## エピソード
ダービーグランプリでの勝利は、鞍上の松永幹夫にとって初のダートのGI級競走勝利、牡馬でのGI級競走勝利となった。

## 血統表
| レギュラーメンバーの血統                              | レギュラーメンバーの血統                          | レギュラーメンバーの血統   | （血統表の出典）           | （血統表の出典） |
| 父系                                                  | リファール系                                      | リファール系               | リファール系               | [ § 2 ]          |
| 父 *コマンダーインチーフ Commander in Chief 1990 鹿毛 | 父の父*ダンシングブレーヴ Dancing Brave 1983 鹿毛 | Lyphard                    | Northern Dancer            | Northern Dancer  |
| 父 *コマンダーインチーフ Commander in Chief 1990 鹿毛 | 父の父*ダンシングブレーヴ Dancing Brave 1983 鹿毛 | Lyphard                    | Goofed                     |                  |
| 父 *コマンダーインチーフ Commander in Chief 1990 鹿毛 | 父の父*ダンシングブレーヴ Dancing Brave 1983 鹿毛 | Navajo Princess            | Drone                      | Drone            |
| 父 *コマンダーインチーフ Commander in Chief 1990 鹿毛 | 父の父*ダンシングブレーヴ Dancing Brave 1983 鹿毛 | Navajo Princess            | Olmec                      |                  |
| 父 *コマンダーインチーフ Commander in Chief 1990 鹿毛 | 父の母Slightly Dangerous 1979 鹿毛                | Roberto                    | Hail to Reason             | Hail to Reason   |
| 父 *コマンダーインチーフ Commander in Chief 1990 鹿毛 | 父の母Slightly Dangerous 1979 鹿毛                | Roberto                    | Bramalea                   |                  |
| 父 *コマンダーインチーフ Commander in Chief 1990 鹿毛 | 父の母Slightly Dangerous 1979 鹿毛                | Where You Lead             | Raise a Native             | Raise a Native   |
| 父 *コマンダーインチーフ Commander in Chief 1990 鹿毛 | 父の母Slightly Dangerous 1979 鹿毛                | Where You Lead             | Noblesse                   |                  |
| 母 シスターソノ 1991 黒鹿毛                           | 母の父*ナスルエルアラブ Nasr El Arab 1985 鹿毛    | Al Nasr                    | Lyphard                    | Lyphard          |
| 母 シスターソノ 1991 黒鹿毛                           | 母の父*ナスルエルアラブ Nasr El Arab 1985 鹿毛    | Al Nasr                    | Caretta                    |                  |
| 母 シスターソノ 1991 黒鹿毛                           | 母の父*ナスルエルアラブ Nasr El Arab 1985 鹿毛    | Coral Dance                | Green Dancer               | Green Dancer     |
| 母 シスターソノ 1991 黒鹿毛                           | 母の父*ナスルエルアラブ Nasr El Arab 1985 鹿毛    | Coral Dance                | Carvina                    |                  |
| 母 シスターソノ 1991 黒鹿毛                           | 母の母ロジータ 1986 鹿毛                          | *ミルジョージ              | Mill Reef                  | Mill Reef        |
| 母 シスターソノ 1991 黒鹿毛                           | 母の母ロジータ 1986 鹿毛                          | *ミルジョージ              | Miss Charisma              |                  |
| 母 シスターソノ 1991 黒鹿毛                           | 母の母ロジータ 1986 鹿毛                          | メロウマダング             | *マダング                  | *マダング        |
| 母 シスターソノ 1991 黒鹿毛                           | 母の母ロジータ 1986 鹿毛                          | メロウマダング             | スピードキヨフジ           |                  |
| 母系(F-No.)                                           | スピードキヨフジ系(FN:4-m)                        | スピードキヨフジ系(FN:4-m) | スピードキヨフジ系(FN:4-m) | [ § 3 ]          |
| 5代内の近親交配                                       | Lyphard 3×4                                       | Lyphard 3×4                | Lyphard 3×4                | [ § 4 ]          |
| 出典                                                  | 1. 2. 3. 4.                                       | 1. 2. 3. 4.                | 1. 2. 3. 4.                | 1. 2. 3. 4.      |

- 甥にブラゾンドゥリス（黒船賞）